# Anna Negri
Anna Negri (Venecia, 9 de diciembre de 1964) es una directora de cine y guionista italiana.

## Biografía
Negri nació en Venecia, hija del sociólogo y filósofo político marxista Antonio Negri. Tras dirigir varios cortometrajes, debutó en 1999 con su primer largometraje, In principio erano le mutande, que se proyectó en la sección Forum del 49.º Festival Internacional de Cine de Berlín. En los años siguientes trabajó en televisión, dirigiendo algunos episodios de la serie Un posto al sole y en varios telefilmes. En 2008 dirigió el falso documental Riprendimi, que participó en la competición dramática mundial del Festival de Cine de Sundance de 2008. En 2009 la editorial Feltrinelli publicó su autobiografía, Con un piede impigliato nella storia.
En 2018 dirigió, con Andrea De Sica, la primera temporada de Baby, una serie original italiana producida por Netflix. En 2021 dirigió, junto con Leonardo D'Agostini, la primera temporada de Lunapark, otra producción original de Netflix escrita por Isabella Aguilar.

## Filmografía
- 2021 - Lunapark
- 2018 - Baby
- 2012 - A fari spenti nella notte
- 2011 - L'amore proibito
- 2009 Crimini
- 2008 - Riprendimi
- 2007 - C'era una volta a Essaouira
- 2002 - L'altra donna
- 1999 - In principio erano le mutande
- 1994 - All at Sea (corto)